# 加布里埃尔·达维
加布里埃尔·达维（Gabriel Dawe，1973年—），是出生于墨西哥的艺术家，现居美国德克萨斯州达拉斯。他的艺术创作以对光的可见光谱的探索为基础。达维以其大规模的《Plexus》系列装置而闻名，该系列使用缝纫线进行创作，此外他也创作纸本作品以及其他媒介的艺术品。他的作品曾在美国、加拿大、比利时、丹麦和英国展出。

## 经历
达维出生于墨西哥城，最初接受的是平面设计的学习，但在德克萨斯大学达拉斯分校的学习期间，他开始探讨时尚与建筑之间的联系。 他对纺织品相关材料的使用源于童年时未能学习传统刺绣的挫败感，因为受到社会对男孩的期待，他的祖母不允许他学习这些技艺。

### 教育背景
达维获得了墨西哥普埃布拉的美洲大学（Universidad de las Américas）平面设计学士学位，并在德克萨斯大学达拉斯分校获得了美术硕士（MFA）学位。在攻读学位的最后两年，他曾在CentralTrak担任艺术驻地艺术家。

## 《Plexus》系列作品
《Plexus》系列得名于遍布人体的血管或神经网络，这些网络连接身体各部位。达维的《Plexus》系列作品是以缝纫线构成的大规模网络，探讨了可见光谱的主题。作品通常是根据特定场地而创作的临时委托项目，展览结束后，艺术家会将其转化为紧凑的线条展示，称之为“遗物”。
尤为值得一提的是，达维的作品曾参与了雷尼克画廊（Renwick Gallery）重新开馆的展览《Wonder》。 他还曾在美国阿蒙·卡特美术馆（Amon Carter Museum of American Art）、杨百翰大学、丹佛美术馆等地展示过《Plexus》系列作品。

## 个人展览

### 2023
- 布兰顿艺术博物馆（Blanton Museum of Art）

### 2016
- 《Plexus No. 34》：阿蒙·卡特美国艺术博物馆（Amon Carter Museum of American Art）：美国德克萨斯州沃斯堡
- 《Plexus c18》：圣安东尼奥国际机场：美国德克萨斯州圣安东尼奥

### 2015
- 《Plexus A1》：史密森美国艺术博物馆雷尼克画廊（Renwick Gallery of the Smithsonian American Art Museum）：美国华盛顿特区

### 2014
- 《Plexus No. 29》：杨百翰大学艺术博物馆（Brigham Young University Museum of Art）：美国犹他州普罗沃